# Fernand Guyou
Fernand Eugene Guyou (7. ledna 1891, Champigny sur Marne – 1. září 1944, Maroko) byl 26.-37. nejúspěšnějším francouzským stíhacím pilotem první světové války s celkem 12 uznanými sestřely.
Když začala první světová válka, Guyou sloužil u jezdectva. V dubnu 1915 byl přeřazen k letectvu a 17. února 1916 získal pilotní oprávnění. Do konce války nalétal 431 hodin v akcích proti nepříteli. Po válce se z něj stal dopravní pilot a po vypuknutí druhé světové války znovu vstoupil do armády.
Za první světové války sloužil u jednotek N.15, N.49, N.93, N.351, N.395 a N.463.
Během války získal mimo jiné tato vyznamenání: Médaille militaire, Légion d'honneur a Croix de Guerre.